# Miroslava Časarová
Miroslava Časarová (* 5. července 1981 Křepiny) je česká operní pěvkyně, moderátorka a textařka.

## Biografie
Sopranistka Miroslava Časarová pochází z Křepin v Kraji Vysočina.[zdroj?]
Po absolvování gymnázia v Humpolci vystudovala Pedagogickou fakultu Univerzity Karlovy v Praze, obor český jazyk a hudební výchova. V posledním ročníku vysoké školy začala studovat zpěv na Pražské konzervatoři ve třídě Brigity Šulcové. Než se stala zpěvačkou, pracovala šest let jako redaktorka v časopise Svět motorů. Dva roky byla hlasatelkou na stanici Český rozhlas Vltava. Nyní[kdy?] její hlas můžete slýchat na rádiu Classic Praha, kde působí od září 2022 jako moderátorka živého vysílání.[zdroj?]

## Kariéra
Během studií získala první místo v celostátní Soutěži konzervatoří v Pardubicích, stala se laureátkou soutěže Ad Honorem Mozart a na Mezinárodní soutěži Antonína Dvořáka jí byla udělena cena za nejlepší interpretaci soudobé hudby. V roce 2019 získala širší nominaci na Cenu Thálie za roli Leonory v opeře Il Trovatore G. Verdiho.[zdroj?]
V létě 2008 se zúčastnila kurzů u Rainy Kabaivanske a Renato Brusona v italské Sieně. Od roku 2015 se zdokonalovala u brazilského barytonisty Miguelangela Cavalcantiho.[zdroj?]
V roce 2007 se stala členkou autorského divadla RockOpera Praha. Od září 2018 je sólistkou Hudby hradní stráže a Policie ČR.[zdroj?]
Hostuje v divadle F. X. Šaldy v Liberci, v Národním divadle Moravskoslezském v Ostravě, v divadle J. K. Tyla v Plzni a Severočeském divadle v Ústí nad Labem.[zdroj?]
Je zakladatelkou nového žánru Stand - up opereta, který vytvořila společně s Filharmonií Gustava Mahlera. V rámci tohoto žánru uvádějí představení Konkurz do divadla a Volba Miss opera.[zdroj?]
V listopadu 2023 obdržela z rukou hejtmana kraje Vysočina Vítězslava Schreka a Předsedy Senátu Parlamentu České republiky Miloše Vystrčila Nejvyšší ocenění kraje Vysočina.[zdroj?]

### Koncertní činnost
Zpívala v Římě, ve Vatikánu, v Miláně, v Paříži či Trentu. Často a s oblibou interpretuje soudobou hudbu. Premiérovala skladby např. Jana Zástěry, Zdeňka Šestáka, Jana Rybáře, Hidekiho Kozakury, Sebastiana Elikowski-Winklera, Tomáše Pálky nebo Michaely Plachké.[zdroj?]
V roce 2019 se coby sólistka zúčastnila národní poutě do Říma, kde s cyklem České nebe skladatele Jana Zástěry oslavili 30 let výročí svatořečení Anežky České a zároveň 30 let svobody po pádu komunismu.
Vystupuje v duu s harfou (Antonie Petráková), triu Anima Pura (Vít Kořínek - trombon, Petr Michalec - varhany, cemballo, klarinet) a v triu EMIDA (Dan Wiesner - klavír a Eliška Brožková – Pospíšilová - klarinet).[zdroj?]
Je stálým hostem na koncertech Filharmonie Gustava Mahlera z Jihlavy.[zdroj?]
Svá vystoupení sama vtipně moderuje.

### Koronárie
S velkým ohlasem se v době pandemie covidu-19 setkalo její internetové video s nahrávkou vtipně přetextované árie Měsíčku na nebi hlubokém z Dvořákovy opery Rusalka. Skladba Koronárie aneb žalozpěv jedné operkyně s jejím vlastním textem dosáhla prostřednictvím portálu YouTube během jednoho měsíce více než 300 000 zhlédnutí.[zdroj?]

### Nastudované role

#### Opera
- Donna Elvíra (W. A. Mozart – Don Giovanni)
- Hraběnka (W. A. Mozart – Figarova svatba)
- Františka (J. M. Wolfram - Perkmon)[7]
- Clorinda (G. Rossini – La Cenerentola)
- Aida (G. Verdi – Aida)
- Leonora (G. Verdi – Il Trovatore)[8]
- Anežka (B. Smetana – Dvě vdovy)
- Mařenka (B. Smetana – Prodaná nevěsta)
- Micaela (G. Bizet – Carmen)
- Rusalka; Cizí kněžna a Jiná žínka (A. Dvořák – Rusalka)
- Crobyle (J. Massenet – Thais)
- Manon (J. Massenet – Manon)
- Jenůfa (L. Janáček – Její pastorkyňa)
- Kohout, Sojka, Paní Pásková (L. Janáček - Příhody lišky Bystroušky)
- Lauretta (G. Puccini – Gianni Schicchi)
- Liu (G. Puccini – Turandot)
- Mathilda (F. Poulenc - Dialogy karmelitek)
- Zina (H. Krása - Zásnuby ve snu)
- Anaide (Nino Rota - Florentský slaměný klobouk)
- Čecetka (Jan Kučera - Legenda z Mlžných hor)

#### Opereta
- Helena (J. Offenbach – Krásná Helena)
- Hraběnka (J. Offenbach – Pařížský život)
- Anina (J. Strauss ml. – Noc v Benátkách)
- Giuditta (F. Lehár – Giuditta)
- Sylva Varescu (E. Kálmán – Čardášová princezna)

#### Muzikál
- Čára (L. Bernstein - West Side Story)
- Madame Giry (A. L. Weber – Fantom opery)[9]

RockOpera Praha
(autoři: M. Steigerwald / P. Forest)
- Afrodité (Trója)
- Bohyně Moira (Antigona)
- Bohyně Moira (Oidipus Tyranus)
- Bohyně Moira (7 proti Thébám)
- Jasné světlo (Kniha Mrtvých: Bardo Thödol)
- Ředitel banky, Advokát, Kněz (Proces)